# Doruk Çetin
Doruk Çetin (* 15. května 1987) je turecký filmový režisér, filmový producent, fotograf a herec.

## Kariéra
Çetin je synovec filmového režiséra Sinana Cetina a Muhsina Ertugrula, kteří významně přispěli jak do tureckého divadla, tak do tureckého filmu. Založil společnosti Vodvil Management a Miasma Film se sídlem v Istanbulu a Los Angeles. Podílí se na aktivitách v Hollywoodu za účasti vizážisty Jasona Lotfiho, který pracoval s takovými umělci jako Madonna nebo Ben Stiller.
Doruk Çetin hrál v celovečerním filmu s názvem Yankee Go Home s Leelee Sobieski, Jeroen Krabbé, Mehmet Aslan a Omur Arpaci, režírovaný jeho strýcem Sinanem Cetinem.
Produkoval a režíroval televizní show Garaj v kanálu Fox Turkey. Přehlídka se zaměřuje na získání automobilu v dílně Garaj, jeho renovaci a rozdávání šťastnému publiku vybranému prostřednictvím SMS. Produkoval a režíroval také Extreme-G v kanále CNN Turk, kde hrál slavnou tureckou rockovou hvězdu Hayko Cepkin.

## Galerie

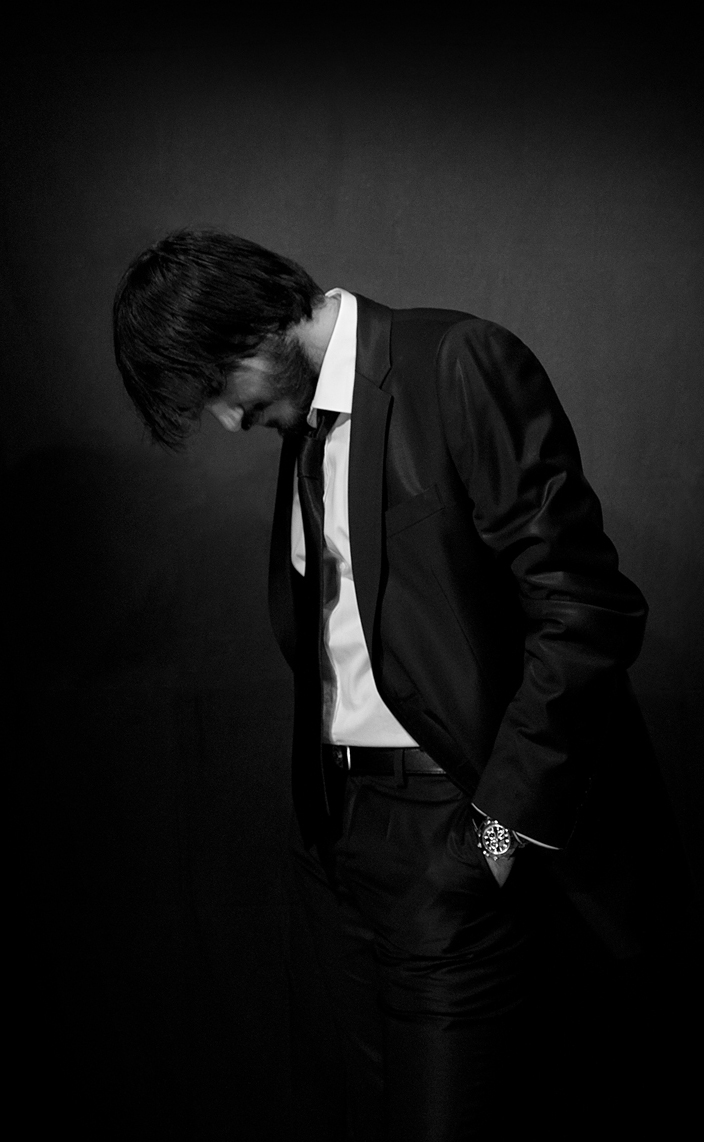
Doruk Cetin
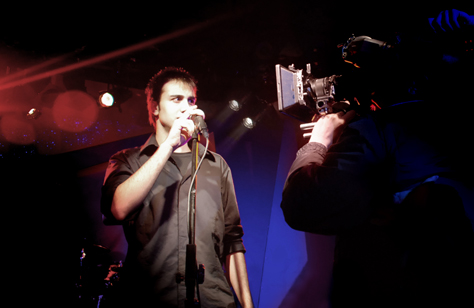
Doruk Cetin
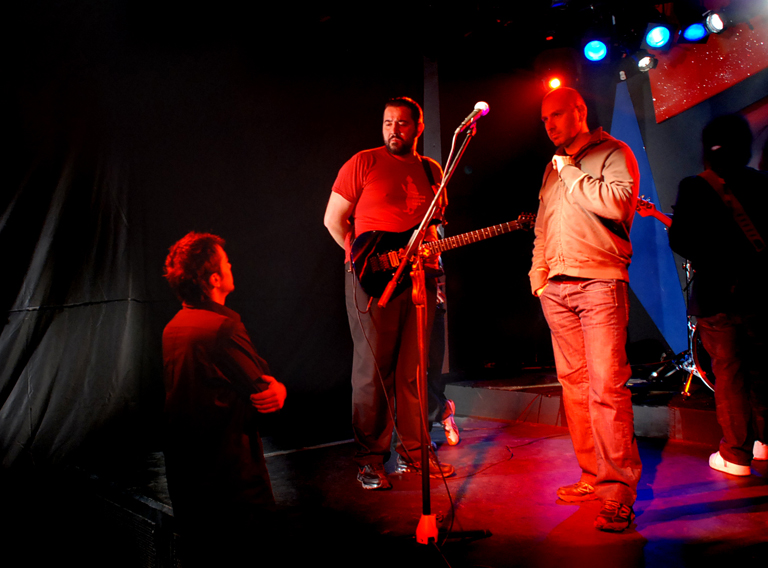
Doruk Cetin - Ata Demirer - Demir Demirkan